# Valmorea
Valmorea là một đô thị ở tỉnh Como trong vùng Lombardia, có cự ly khoảng 45 km về phía tây bắc của Milan và khoảng 12 km về phía tây của Como. Tại thời điểm ngày 31 tháng 12 năm 2004, đô thị này có dân số 2.664 người và diện tích là 3,2 km².
Valmorea giáp các đô thị: Albiolo, Bizzarone, Cagno, Rodero, Uggiate-Trevano.